# Vata
Vata je slisované celulózové vlákenné rouno o hustotě až 80 kg/m³, jehož vlákna drží vlastní silou pohromadě.
Vyrábí se z krátké bavlny, bavlněného odpadu nebo z viskózové stříže ke zdravotnickým, hygienickým a kosmetickým účelům.

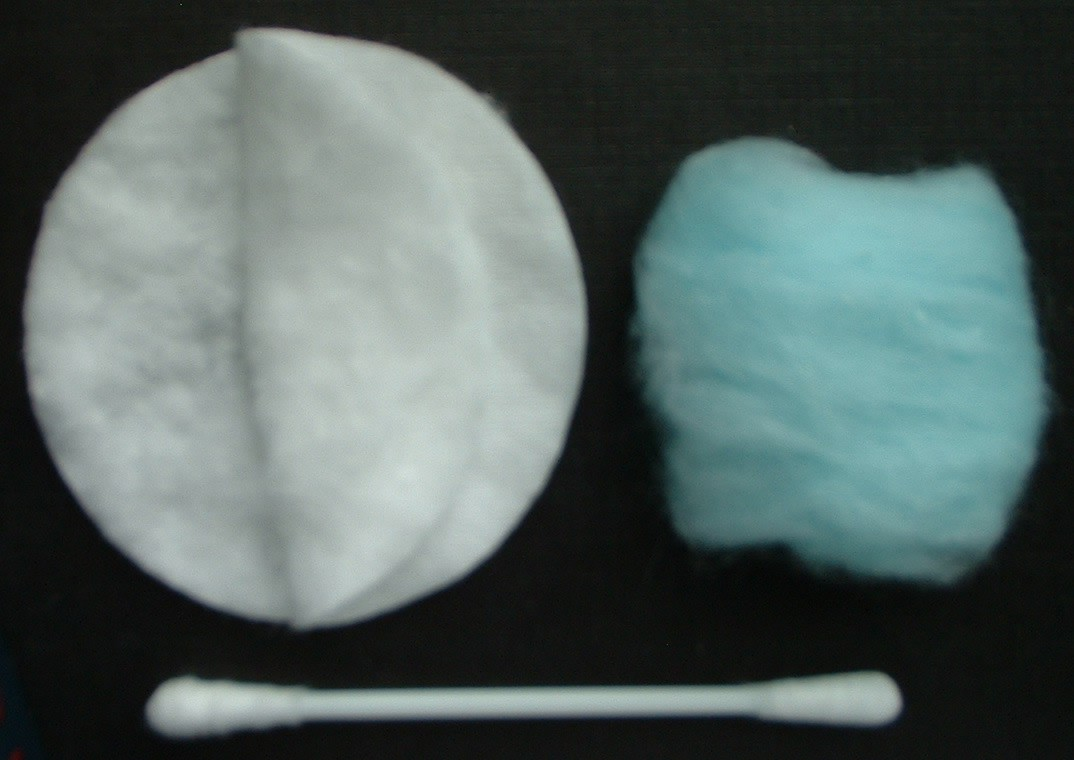
Vata k hygienickým a kosmetickým účelům

S prvním výrobkem tohoto druhu přišel v roce 1865 Victor von Bruns, profesor chirurgie v Tübingenu. Průmyslově začal vatu vyrábět Švýcar Heinrich Theophil Baeschlin v roce 1871 v podniku pro medicínské obvazové materiály. K tomuto podniku (dnes Hartmann AG) patří v ČR i bývalá firma RICO ve Veverské Bítýšce, kde se podobný sortiment vyrábí od roku 1939.

## Výroba bavlnářským způsobem
Surovina se rozvolní, načechrá a eventuálně mísí (bavlna s viskózou) na čistírenské soupravě a rozvlákňuje na mykacím stroji, ze kterého vychází nejčastěji jako pramen. Mykaný pramen se pak zpravidla bělí, pro některé účely i barví. Obvazová vata se sterilizuje zářením γ dávkou 25 kGy/kg (záruční doba 3-4 roky).

## Buničitá vata
Buničitá vata se vyrábí ve tvaru listu z bělené sulfitové nebo sulfátové buničiny, do které se smí přimíchávat až 20 % dřevní buničiny (papíru). Konečný výrobek sestává z jednoho listu nebo z několika vrstev nad sebou. Pro zdravotnické účely se vata dodává adjustovaná nebo dělená v různých formách a velikostech.